# Andreas Hallén
Johannes Andreas Hallén, né le 22 décembre 1846 à Göteborg et mort le 11 mars 1925 à Stockholm, est un compositeur, enseignant et chef d'orchestre suédois. Kurt Atterberg a été son élève. Il est connu surtout pour ses opéras fortement influencés par Richard Wagner.

## Biographie
Andreas Hallén fait ses études avec Carl Reinecke à Leipzig, avec Josef Rheinberger à Munich et avec Julius Rietz à Dresde. À son retour en Suède, il dirige à Göteborg de 1872 à 1878 puis de 1883 à 1884. Il est chef des Concerts philharmoniques de Stockholm de 1884 à 1892 et de l'Opéra royal de Suède de 1892 à 1897. Entre 1908 et 1919, il est professeur de composition à l'École royale supérieure de musique de Stockholm.

## Œuvres

### Musique orchestrale
- L'Île des morts, poème symphonique (1899)

### Opéras
- Harald der Wiking (1881)
- Harald Viking (1884) (version revue de Harald der Wiking)
- Hexfällan (1896)
- Valdemarskatten (1899)
- Valborgsmässa (1902) (version revue de Hexfällan)